# Chloridolum semicollinum
Chloridolum semicollinum är en skalbaggsart som beskrevs av Hayashi 1984. Chloridolum semicollinum ingår i släktet Chloridolum och familjen långhorningar.
Artens utbredningsområde är Filippinerna. Inga underarter finns listade i Catalogue of Life.